# Téteghem-Coudekerque-Village
Téteghem-Coudekerque-Village [tetɡɛm kudkɛʁk vilaʒ] est, depuis le 1er janvier 2016, une commune nouvelle française située dans le Nord en région Hauts-de-France. Elle est issue du regroupement des deux communes de Coudekerque-Village et Téteghem.

## Géographie

### Localisation
Le territoire de la commune est limitrophe de ceux de 9 communes :
| Dunkerque                              | Leffrinckoucke               | Uxem             |
| Coudekerque-Branche Cappelle-la-Grande | Téteghem-Coudekerque-Village |                  |
| Bierne                                 | Bergues                      | Hoymille, Warhem |

### Hydrographie

#### Réseau hydrographique
La commune est située dans le bassin Artois-Picardie. Elle est drainée par le canal Nieuport-Dunkerque, le canal de Bergues, le canal des Moeres, le Langhegracht, la Duneleet, le Zeegracht, le canal de Coudekerque, le canal des Chats, le Petit Heyleet, la branche du canal de coudekerque, la Quaeke Beke, le canal de Coudekerque, le stinkaert, le watergang de la Chapelle, le watergang Leedyck, le watergang Niderleet, le watergang Snackedyck et divers autres petits cours d'eau,.
Le canal Nieuport-Dunkerque est un canal, chenal et un cours d'eau naturel qui relie Furnes, en Belgique, à Dunkerque.
Le canal des Moeres, d'une longueur de 11 km, prend sa source dans la commune de Warhem et se jette  dans le canal Nieuport-Dunkerque à Dunkerque, après avoir traversé cinq communes.

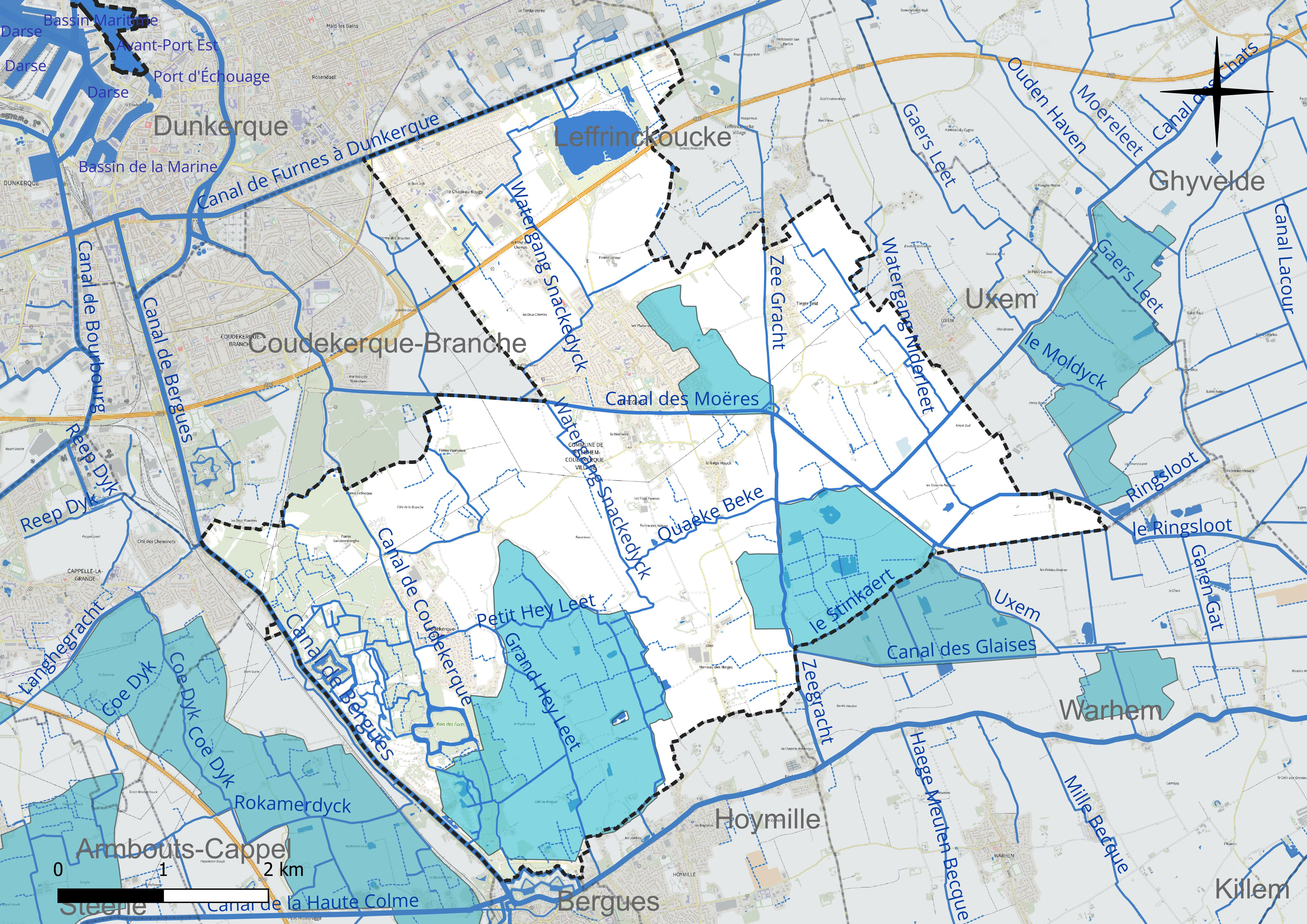
Réseau hydrographique de Téteghem-Coudekerque-Village.

La Langhegracht, d'une longueur de 14 km, prend sa source dans la commune de Looberghe et se jette  dans le Canal de Bergues sur la commune, après avoir traversé sept communes.

#### Gestion et qualité des eaux
Le territoire communal est couvert par le schéma d'aménagement et de gestion des eaux (SAGE) « Delta de l'Aa ». Ce document de planification concerne un territoire de 1 208 km2 de superficie, délimité par le bassin versant de l'Aa. Le périmètre a été arrêté le 18 août 2000 et le SAGE proprement dit a été approuvé le 15 mars 2010. La structure porteuse de l'élaboration et de la mise en œuvre est l'Institution intercommunale des Wateringues.
La qualité des cours d'eau peut être consultée sur un site dédié géré par les agences de l'eau et l'Agence française pour la biodiversité.

### Climat
Pour des articles plus généraux, voir Climat des Hauts-de-France et Climat du Nord.
En 2010, le climat de la commune est de type climat océanique altéré, selon une étude du CNRS s'appuyant sur une série de données couvrant la période 1971-2000. En 2020, Météo-France publie une typologie des climats de la France métropolitaine dans laquelle la commune est exposée à un climat océanique et est dans la région climatique Côtes de la Manche orientale, caractérisée par un faible ensoleillement (1 550 h/an) ; forte humidité de l'air (plus de 20 h/jour avec humidité relative > 80 % en hiver), vents forts fréquents.
Pour la période 1971-2000, la température annuelle moyenne est de 10,7 °C, avec une amplitude thermique annuelle de 13,6 °C. Le cumul annuel moyen de précipitations est de 728 mm, avec 12,3 jours de précipitations en janvier et 7,9 jours en juillet. Pour la période 1991-2020, la température moyenne annuelle observée sur la station météorologique la plus proche, située sur la commune de Dunkerque à 5 km à vol d'oiseau, est de 11,7 °C et le cumul annuel moyen de précipitations est de 690,8 mm,. Pour l'avenir, les paramètres climatiques de la commune estimés pour 2050 selon différents scénarios d'émission de gaz à effet de serre sont consultables sur un site dédié publié par Météo-France en novembre 2022.
| Mois                                  | jan.             | fév.           | mars            | avril           | mai           | juin            | jui.          | août            | sep.            | oct.          | nov.            | déc.             | année     |
| ------------------------------------- | ---------------- | -------------- | --------------- | --------------- | ------------- | --------------- | ------------- | --------------- | --------------- | ------------- | --------------- | ---------------- | --------- |
| Température minimale moyenne (°C)     | 3,4              | 3,5            | 5,3             | 7,4             | 10,5          | 13,3            | 15,5          | 15,8            | 13,6            | 10,4          | 6,9             | 4,2              | 9,2       |
| Température moyenne (°C)              | 5,5              | 5,7            | 7,7             | 10,3            | 13,3          | 16,1            | 18,4          | 18,8            | 16,5            | 13            | 9               | 6,2              | 11,7      |
| Température maximale moyenne (°C)     | 7,6              | 8              | 10,2            | 13,1            | 16            | 18,9            | 21,2          | 21,7            | 19,3            | 15,6          | 11,1            | 8,3              | 14,3      |
| Record de froid (°C) date du record   | −13,4 17.01.1985 | −18 12.02.1929 | −7 02.03.1929   | −5,2 05.04.1911 | −1 04.05.1929 | 3 30.06.1892    | 6 04.07.1911  | 4 28.08.1927    | 3,4 27.09.1912  | −4 21.10.1908 | −7 10.11.1908   | −12,2 14.12.1899 | −18 1929  |
| Record de chaleur (°C) date du record | 16,4 01.01.22    | 19,1 24.02.21  | 24,8 24.03.1896 | 28,4 29.04.1955 | 34 31.05.1892 | 34,8 11.06.1900 | 41,3 25.07.19 | 36,2 19.08.1932 | 35,2 08.09.1898 | 28 01.10.1908 | 20,3 02.11.1899 | 16,6 23.12.1977  | 41,3 2019 |
| Précipitations (mm)                   | 53,9             | 45,4           | 41,9            | 36,7            | 45,5          | 54,5            | 58,5          | 64,2            | 64,9            | 73            | 79,5            | 72,8             | 690,8     |

## Urbanisme

### Typologie
Au 1er janvier 2024, Téteghem-Coudekerque-Village est catégorisée ceinture urbaine, selon la nouvelle grille communale de densité à sept niveaux définie par l'Insee en 2022.
Elle appartient à l'unité urbaine de Téteghem-Coudekerque-Village, une unité urbaine monocommunale constituant une ville isolée,. Par ailleurs la commune fait partie de l'aire d'attraction de Dunkerque, dont elle est une commune de la couronne,. Cette aire, qui regroupe 66 communes, est catégorisée dans les aires de 200 000 à moins de 700 000 habitants,.

### Voies de communication et transports
Téteghem-Coudekerque-Village est desservie par les lignes C6, 18 et 24 du réseau DK'BUS.

## Histoire
La commune nouvelle a été créée le 1er janvier 2016, entraînant la transformation des deux anciennes communes en « communes déléguées » dont la création a été entérinée par l'arrêté du 30 novembre 2015.

## Politique et administration
| Nom                 | Code Insee | Intercommunalité         | Superficie (km2) | Population (dernière pop. légale) | Densité (hab./km2) |
| ------------------- | ---------- | ------------------------ | ---------------- | --------------------------------- | ------------------ |
| Téteghem (siège)    | 59588      | Dunkerque Grand Littoral | 18,41            | 6 952 (2013)                      | 378                |
| Coudekerque-Village | 59154      | Dunkerque Grand Littoral | 12,03            | 1 250 (2013)                      | 104                |

### Liste des maires
| Période          | Période         | Identité       | Étiquette                 | Qualité |
| ---------------- | --------------- | -------------- | ------------------------- | --- |
| 15 décembre 2015 | 19 octobre 2023 | Franck Dhersin | LR puis DVD puis Horizons | Juriste d'entreprise Sénateur du Nord (2023 → en cours ) Conseiller régional des Hauts-de-France (2015 → ) 8e vice-président du conseil régional (2021 → 2023) 9e vice-président de la Communauté urbaine de Dunkerque (2014 → 2023) Réélu pour le mandat 2020-2026 Démissionnaire à la suite de son élection comme sénateur      |
| 19 octobre 2023  | En cours        | Michel Pesch   |                           | Cadre retraité Adjoint au Maire en charge des sports (2005 → 2015) Adjoint au Maire en charge des sports et des finances (2015 → 2020) Maire délégué de Téteghem (2020 → octobre 2023) Maire de Téteghem-Coudekerque-Village (depuis octobre 2023) 10e vice-président de la Communauté urbaine de Dunkerque (depuis octobre 2023) |

## Population et société

### Démographie

#### Évolution démographique
L'évolution du nombre d'habitants est connue à travers les recensements de la population effectués dans la commune depuis sa création.

En 2022, la commune comptait 8 272 habitants, en évolution de +1,96 % par rapport à 2016 (Nord : +0,51 %, France hors Mayotte : +2,11 %).
| 2014  | 2015  | 2020  | 2022  |
| ----- | ----- | ----- | ----- |
| 8 143 | 8 084 | 8 258 | 8 272 |

#### Pyramide des âges
La population de la commune est relativement âgée. En 2021, le taux de personnes d'un âge inférieur à 30 ans s'élève à 29,1 %, soit un taux inférieur à la moyenne départementale (39 %). À l'inverse, le taux de personnes d'un âge supérieur à 60 ans (30,6 %) est supérieur au taux départemental (23,2 %).
En 2021, la commune comptait 4 083 hommes pour 4 301 femmes, soit un taux de 51,3 % de femmes, inférieur au taux départemental (51,77 %).
Les pyramides des âges de la commune et du département s'établissent comme suit :
| Hommes | Classe d’âge | Femmes |
| ------ | ------------ | ------ |
| 0,4    | 90 ou +      | 0,4    |
| 6,2    | 75-89 ans    | 7,2    |
| 23,6   | 60-74 ans    | 23,4   |
| 23,1   | 45-59 ans    | 24,8   |
| 16,1   | 30-44 ans    | 16,5   |
| 13,3   | 15-29 ans    | 12     |
| 17,4   | 0-14 ans     | 15,7   |

| Hommes | Classe d’âge | Femmes |
| ------ | ------------ | ------ |
| 0,5    | 90 ou +      | 1,4    |
| 5,3    | 75-89 ans    | 8,1    |
| 14,8   | 60-74 ans    | 16,2   |
| 19,1   | 45-59 ans    | 18,4   |
| 19,5   | 30-44 ans    | 18,7   |
| 20,7   | 15-29 ans    | 19,1   |
| 20,2   | 0-14 ans     | 18     |

## Culture locale et patrimoine

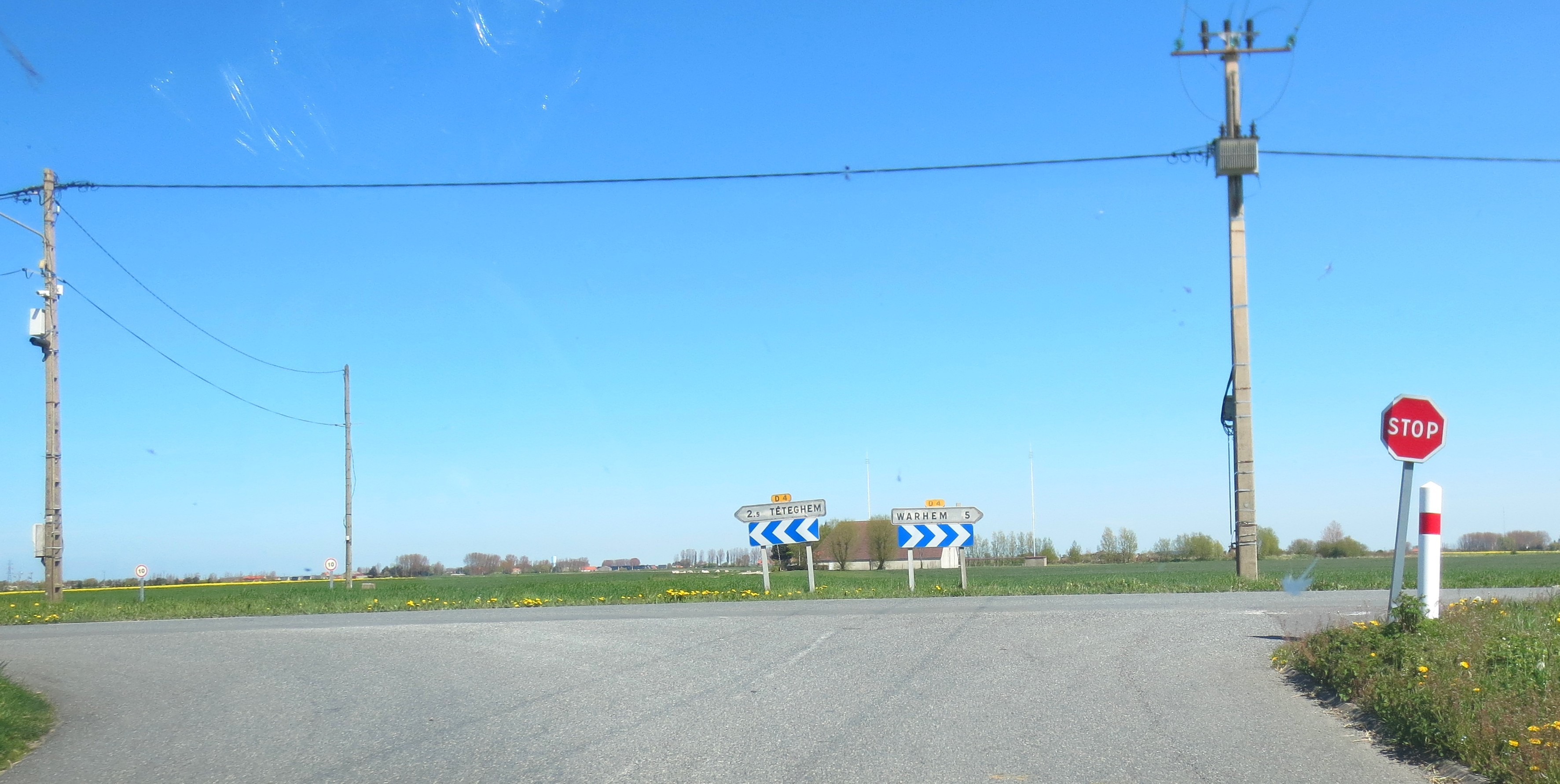
Une rue.
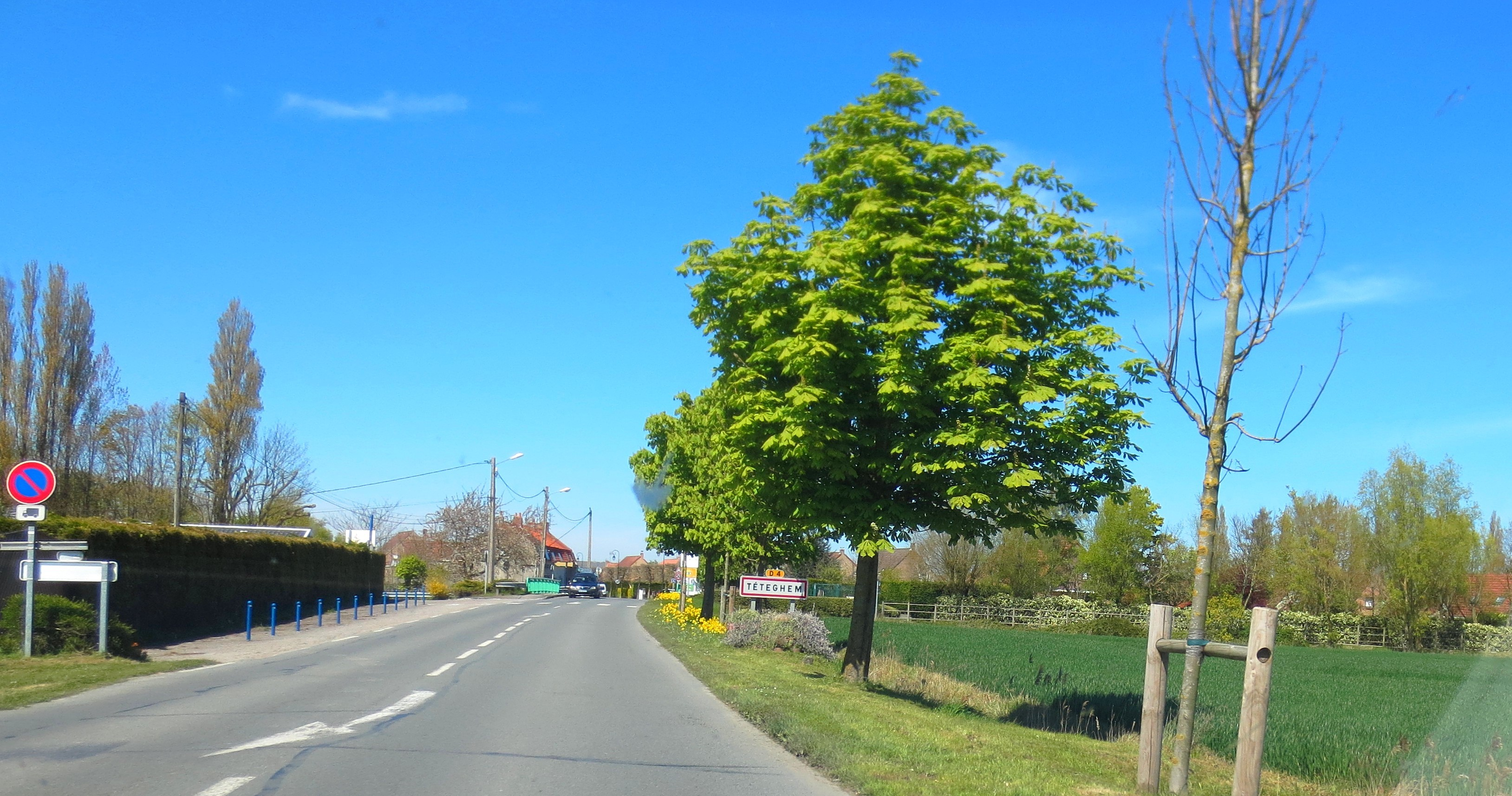
La route.
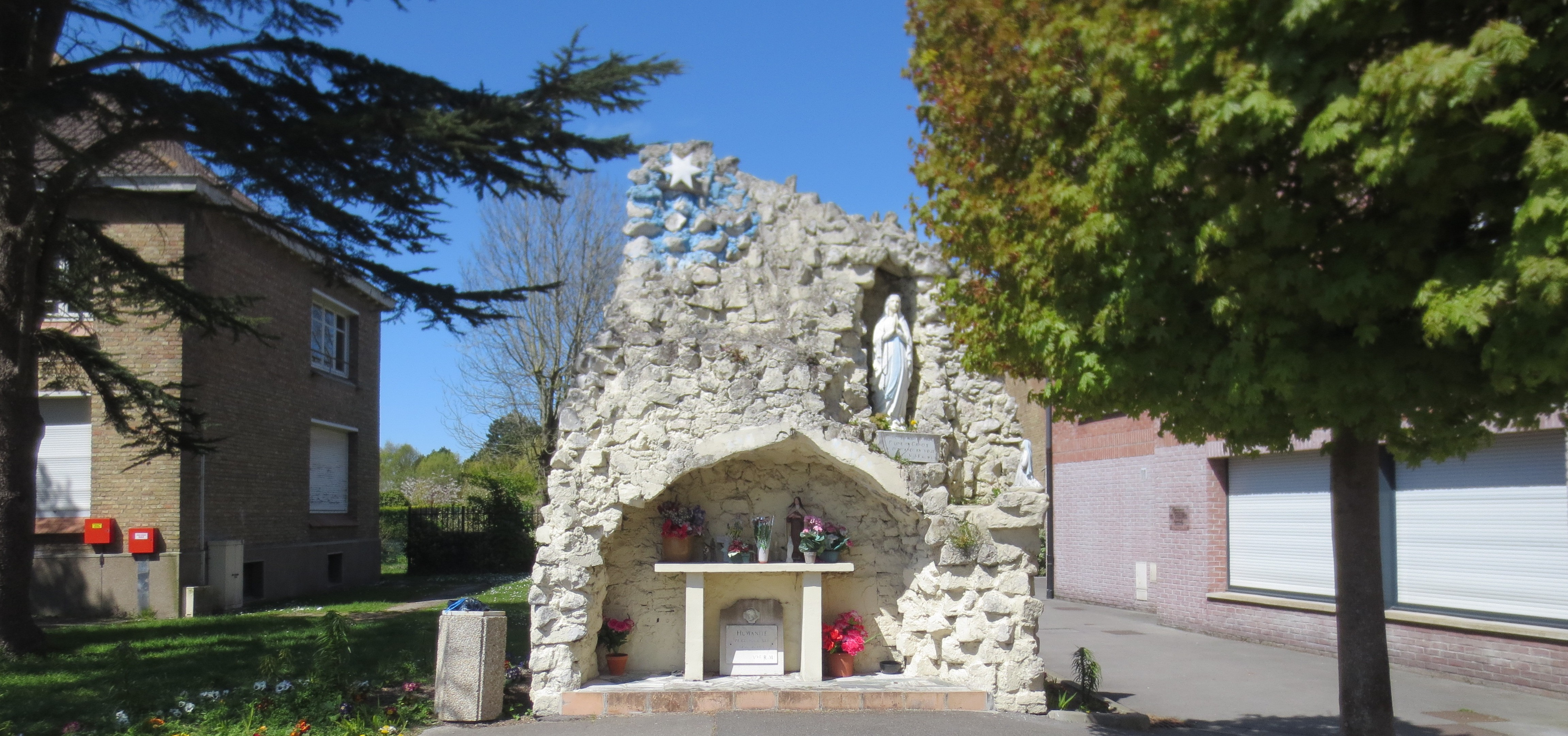
La grotte.
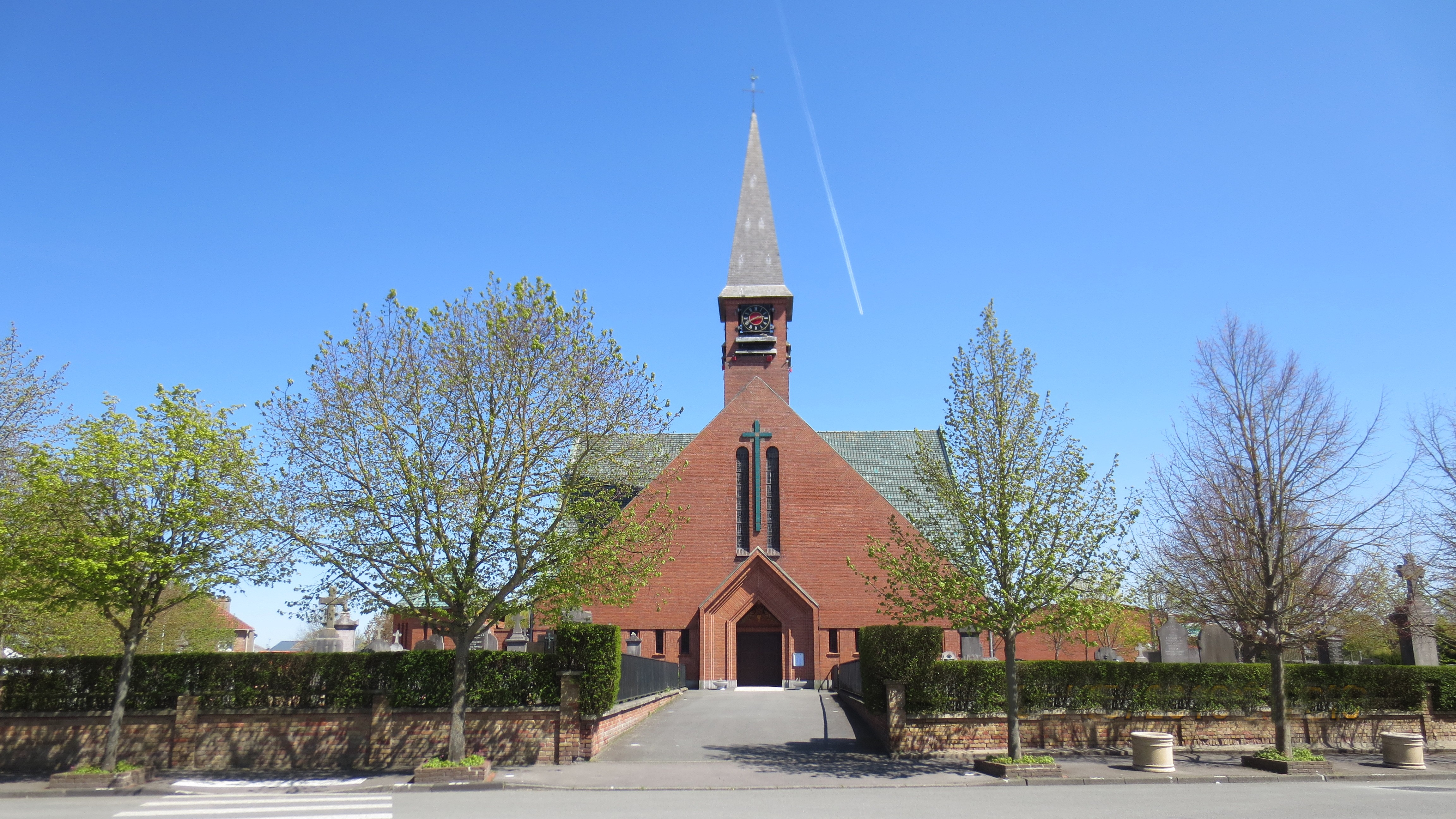
L'église.